# Botica Alhóndiga
La Botica Alhóndiga es una farmacia ubicada en el centro histórico de la ciudad de San Luis Potosí, San Luis Potosí, México. La botica es catalogada como bien inmueble con valor cultural por el Instituto Nacional de Antropología e Historia (INAH) para su preservación.

## Historia

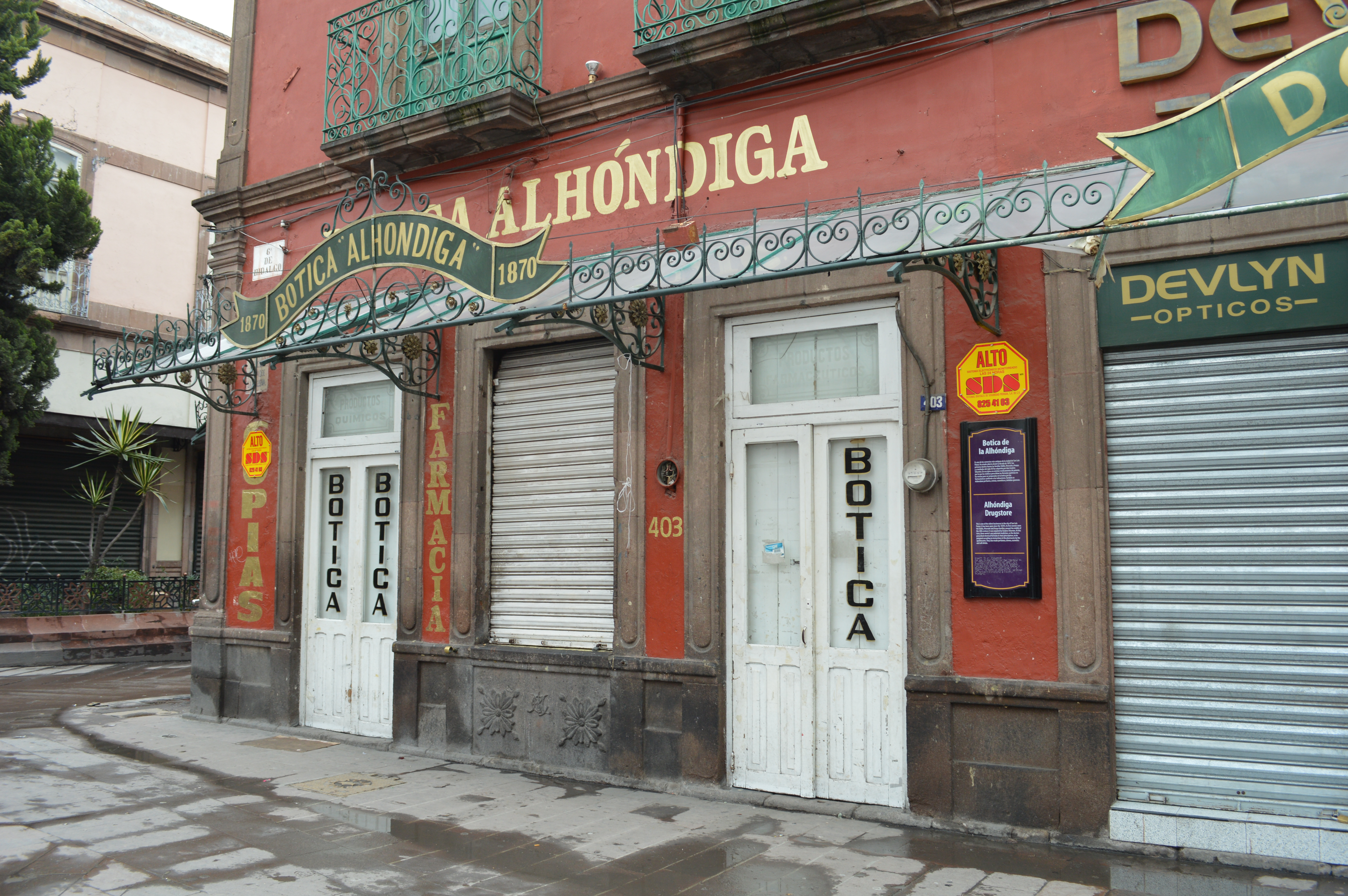
Vista de la fachada.

Abrió sus puertas por primera vez en 1870, siendo la más antigua de la ciudad. A lo largo de su historia fue propiedad de cuatro diferentes familias.
A pesar de los años el edificio ha mantenido su fachada original, a diferencia de los demás edificios en la calle Miguel Hidalgo.
También mantiene casi todas sus dimensiones originales, aunque se vendió una parte de la finca que ahora se dedica a vender teléfonos y accesorios. Como una farmacia se han preparado los remedios de la misma manera por más de un siglo. Los ingredientes se guardan dentro de frascos que se guardan en gabinetes de madera. Es un lugar todavía muy visitado por los habitantes de la ciudad. Actualmente la botica es administrada por María del Socorro Medellín, la tercera generación dentro de su familia en dedicarse al oficio. Con un resurgimiento en la creencia de las hierbas y otras medicinas naturales se ha mantenido en pie el negocio. Principalmente venden medicamentos, perfumes y sustancias para remediar problemas dermatológicos.
Hoy en día incluyendo a la Botica Alhóndiga solo hay cuatro droguerías en la ciudad. San Luis Potosí antes contaba con hasta 80 boticas. Muchas de las boticas clausuraron debido a la entrada de cadenas nacionales más grandes que ofrecen todo tipo de productos.
El edificio está protegido gracias a que San Luis Potosí fue declarado Patrimonio de la Humanidad por la Unesco en 2010. La botica siempre ha sido uno de los lugares más reconocidos en la capital potosina por la fábrica tradicional de sus aceites esenciales.